# Golden Grain
Golden Grain es el álbum debut de la productora Disturbing Tha Peace. Alcanzó en las listas 95,000 en su primera semana. El álbum fue perdiendo fuerza y el sencillo Growing Pains (Do It Again) Remix no tuvo mucho éxito y el video no apareció apenas en BET o MTV.

## Lista de canciones
1. "Break Sumthin'" (featuring Ludacris, Shawnna, Lil' Fate, Tity Boi, I-20)/
2. "Growing Pains (Do It Again)" [Remix] (featuring Lil' Fate, Ludacris, Shawna, Scarface, Keon, Bryce)
3. "Posted" (featuring Shawnna)
4. "Smokin' Dro" (featuring Tity Boi, I-20, Ludacris)
5. "Big Chain Records" (skit)
6. "Pimp Council" (featuring Lil' Fate, Ludacris, Shawnna, Too $hort)
7. "Play Pen to the State Pen" (featuring Tity Boi, Dolla Boy)
8. "R.P.M." (featuring Shawnna, Twista, Ludacris)
9. "Can't Be Stopped (I Know)" (featuring I-20)
10. "Behind the Chain" (skit)
11. "A-Town Hatz" (featuring Lil' Fate, Tity Boi, I-20, Chimere)
12. "N.S.E.W." (featuring Shawnna, Tity Boi, I-20, Lil' Fate)
13. "When I Touch Down" (featuring Lil' Fate, Jazze Pha)
14. "Outro on Ya Ass" (featuring I-20, Tity Boi, Lil' Fate, Ludacris)
15. "Move Bitch!" (Bonus Track) (featuring Ludacris, Mystikal, I-20)

- Datos: Q1943080